# Janet Asimov
Janet Opal Asimov, geborene Jeppson (* 6. August 1926 in Ashland, Pennsylvania; † 25. Februar 2019 in New York City), war eine US-amerikanische Science-Fiction-Autorin und Psychoanalytikerin.

## Werdegang
Janet Jeppson begann ihre Universitätsjahre am Wellesley College und ging an die Stanford-Universität für ihr BA. In Stanford beschäftigte sie sich mit der Stabilität von Lichtfiltersubstanzen. Danach erhielt sie von der New York University Medical School ihren MD und arbeitete als Psychoanalytikerin.
Sie sagte: “At Wellesley, I came to think of death as a disorganization of the patterns called living with nothing supernatural left over.”
Janet Asimov begann in den 1970er Jahren unter dem Namen J. O. Jeppson Science-Fiction für Kinder zu schreiben. Sie war von 1973 bis zu dessen Tod 1992 mit Isaac Asimov verheiratet und verfasste gemeinsam mit ihm einige Science-Fiction-Bücher für junge Leser, darunter die Reihe über den Roboter Norby.

## Bibliografie

### Serien und Zyklen
The Roiss (als J. O. Jeppson)
- 1 The Second Experiment (1974)
- 2 The Last Immortal (1980)
  - Deutsch: Der letzte Unsterbliche. Goldmann Science Fiction #23430, 1983, ISBN 3-442-23430-1.

Norby Chronicles (mit Isaac Asimov)
- 1 Norby, the Mixed-Up Robot (1983)
- 2 Norby’s Other Secret (1984)
- 3 Norby and the Lost Princess (1985)
- 4 Norby and the Invaders (1985)
- 5 Norby and the Queen’s Necklace (1986)
- 6 Norby Finds a Villain (1987)
- 7 Norby Down to Earth (1989)
- 8 Norby and Yobo’s Great Adventure (1989)
- 9 Norby and the Oldest Dragon (1990)
- 10 Norby and the Court Jester (1991)
- 11 Norby and the Terrified Taxi (1997)
- The Norby Chronicles (Sammelausgabe von 1 und 2; 1986)
- Norby: Robot for Hire (Sammelausgabe von 3 und 4; 1987)
- Norby Through Time and Space (Sammelausgabe von 5 und 6; 1988)

### Romane
- Mind Transfer (1988)
  - Deutsch: Bewußtseinstransfer. Übersetzt von Norbert Stöbe. Heyne Science Fiction & Fantasy #4759, 1990, ISBN 3-453-04473-8.
- The Package in Hyperspace (1988)
- Murder at the Galactic Writer’s Society (1995)
  - Deutsch: Tod eines Androiden. Übersetzt von Ruggero Leo. Bastei Lübbe Science Fiction #23246, 2002, ISBN 3-404-23246-1.

### Kurzgeschichten
Pshrinks Anonymous (als J. O. Jeppson)
- Positively the Last Pact With – The Devil? (in: The Magazine of Fantasy and Science Fiction, March 1976)
- The Beanstalk Analysis (in: Isaac Asimov’s Science Fiction Magazine, December 1980)
- A Pestilence of Psychoanalysts (in: Isaac Asimov’s Science Fiction Magazine, September 1980; als Janet O. Jeppson)
- Consternation & Empire (in: Isaac Asimov’s Science Fiction Magazine, August 31, 1981; auch: Consternation and Empire, 1985)
- The Hotter Flash (in: Isaac Asimov’s Science Fiction Magazine, April 13, 1981)
- A Million Shades of Green (in: Isaac Asimov’s Science Fiction Magazine, July 6, 1981)
- The Time-Warp Trauma (in: Isaac Asimov’s Science Fiction Magazine, December 21, 1981)
- The Curious Consultation (in: Isaac Asimov’s Science Fiction Magazine, May 1982)
- The Mysterious Cure (in: Isaac Asimov’s Science Fiction Magazine, Mid-December 1982)
- The Horn of Elfland (in: Isaac Asimov’s Science Fiction Magazine, March 1983)
  - Deutsch: Das Horn des Elbenlandes. In: Shawna McCarthy (Hrsg.): Isaac Asimov’s Weltraum-Frauen 1. Ullstein Science Fiction & Fantasy #31126, 1986, ISBN 3-548-31126-1.
- The Ultimate Biofeedback Device (in: Isaac Asimov’s Science Fiction Magazine, May 1983)
- Seasonal Special (in: Amazing Stories, July 1984)
- August Angst (1985, in: Janet Asimov und Janet Asimov (als J. O. Jeppson): The Mysterious Cure and Other Stories of Pshrinks Anonymous)
- The Noodge Factor (1985, in: Janet Asimov und Janet Asimov (als J. O. Jeppson): The Mysterious Cure and Other Stories of Pshrinks Anonymous)

Sammlung:
- The Mysterious Cure and Other Stories of Pshrinks Anonymous (1985; auch: Pshrinks Anonymous, 1990)

weitere Kurzgeschichten
- The Amulet of The Firegod (in: Amazing Stories, September 1985; als J. O. Jeppson)
- Relics (in: Analog Science Fiction/Science Fact, Mid-December 1986; als J. O. Jeppson)
- Low Hurdle (in: Analog Science Fiction/Science Fact, March 1988; als J. O. Jeppson)
- The Human Condition (1988, in: Rob Meades und David B. Wake (Hrsg.): The Drabble Project)
- The Cleanest Block in Town (1991, in: Lawrence Watt-Evans (Hrsg.): Newer York: Stories of Science Fiction and Fantasy About the World’s Greatest City)
- The Contagion (1991, in: Megan Miller, David Keller und Byron Preiss (Hrsg.): The Ultimate Dracula)
- Grimm Witchery (1993, in: John Gregory Betancourt und Byron Preiss (Hrsg.): The Ultimate Witch)
- Another Alice Universe (1995, in: Margaret Weis (Hrsg.): Fantastic Alice)
- The Fingerprints of the Gods (in: Analog Science Fiction and Fact, February 2000)
- Red Devil Statement (2000, in: Steven-Elliot Altman und Patrick Merla (Hrsg.): The Touch: Epidemic of the Millennium)

### Anthologien
- Laughing Space (1982; als J. O. Jeppson, mit Isaac Asimov)

### Sachliteratur
- How to Enjoy Writing: A Book of Aid and Comfort (1987; mit Isaac Asimov)
- A Word or Two from Janet (1989, in: Martin H. Greenberg (Hrsg.): Foundation’s Friends: Stories in Honor of Isaac Asimov)
- Frontiers II: More Recent Discoveries About Life, Earth, Space, and the Universe (1993; mit Isaac Asimov)
- Thanks, From Janet Asimov (in: Asimov’s Science Fiction, September 1994)
- I. Asimov: A Memoir (1995; mit Isaac Asimov)
- Isaac (1997, in: Martin H. Greenberg (Hrsg.): Foundation’s Friends: Stories in Honor of Isaac Asimov)
- It’s Been a Good Life (2002; mit Isaac Asimov)
- Notes for a Memoir: On Isaac Asimov, Life, And Writing (2006)